# Hōjō Tokimochi
Hōjō Tokimochi (北条時茂, 1240-18 février 1270), membre du clan Hōjō, est le cinquième kitakata Rokuhara Tandai (première sécurité intérieure de Kyoto) de 1256 jusqu'à sa mort en 1270. 